# Allyce Beasley
Allyce Beasley, pseudonimo di Alice Tannenberg (Brooklyn, 6 luglio 1954), è un'attrice e doppiatrice statunitense.

## Biografia
Il suo nome è legato ad alcune serie televisive di successo, in particolare Moonlighting (dove era la segretaria Agnes Topesto), che le valse due nomination agli Emmy Awards ed una ai Golden Globe. È apparsa, con ruoli più marginali, in altre serie come Alf, Settimo cielo, Cheers, Felicity. Al cinema è apparsa in molti film, di norma con personaggi secondari. Tra gli altri possono ricordarsi La rivincita delle bionde, Stuart Little, A Foreign Affair. Come doppiatrice ha prestato la sua voce a numerosi personaggi dei cartoni animati disneyani. Era infatti - tra gli altri - nel cast delle voci originali di Darkwing Duck, Ricreazione, Extreme Ghostbusters. 

## Vita privata
Nel 1985 aveva sposato in seconde nozze Vincent Schiavelli, da cui ebbe un figlio, ma da cui si separò nel 1988. Si è risposata per la terza volta nel 1999. Ha avuto un carcinoma mammario da cui è guarita.

## Filmografia

### Cinema
- Motorama, regia di Barry Shils (1991)
- Stuart Little - Un topolino in gamba (Stuart Little), regia di Rob Minkoff (1999)
- La rivincita delle bionde (Legally Blonde), regia di Robert Luketic (2001)

### Televisione
- Moonlighting - serie TV, 64 episodi (1985-1991)
- Extreme Ghostbusters - serie animata (1997), voce
- Medium - serie TV, episodio 5x18 (2009)
- Law & Order: Unità vittime speciali (Law & Order: Special Victims Unit) - serie TV, episodio 17x13 (2016)

## Premi e riconoscimenti
- Emmy Awards
  - 1986 - Miglior attrice non protagonista per Moonlighting
  - 1987 - Candidatura alla miglior attrice per Moonlighting
- Golden Globe
  - 1988 - Candidatura alla miglior attrice non protagonista in una serie TV drammatica per Moonlighting